# 카이아넬로
카이아넬로(이탈리아어: Caianello)는 이탈리아 캄파니아주의 카세르타도에 있는 도시이다. 나폴리와는 북동쪽으로 50km거리에 있고 카세르타와는 북서쪽으로 35km거리에 있다.
카이아넬로의 주변에 있는 도시들로는 마르자노 아피오, 로차몬피나, 테아노, 바이라노 파테노라가 있다.

## 역사
이 도시의 이름은 로마의 여신인 벨로나에서 유래했다. 최근의 발굴에 따르면 이지역에서 머큐리의 신전도 있었음을 알게해줬다.
사라센들이 841년에 카푸아를 파괴했고 카푸아의 주민들은 팔모바라 언덕(지금의 트리필리스코 지역)으로 이주했고 스코폴리라는 도시를 건설했다. 허나 스코폴리도 856년에 사라센들에게 멸망하였다. 벨로나는 나폴레옹 시대(1806년) 때까지 카푸아의 프라지오네로 남아있었다.
제2차 세계대전때는 독일병사들이 벨로나의 시민 54명을 죽였고 후에 이탈리아의 대통령 오스카르 루이지 스칼파로가 저항군에 기여한 벨로나 시에게Golden Medal of Military Valour를 주었다.